# 首都建設法
首都建設法（しゅとけんせつほう、昭和25年6月28日法律第219号）は、東京都を日本の首都として都市計画し、建設することを定めた日本の法律である。

## 概要
1950年（昭和25年）に制定。昭和憲法第95条に基づき、同年に東京都で住民投票を行い、過半数の賛成を得た地方自治特別法で、同年6月28日に公布、施行された。住民投票における有権者数は334万1232人で、法的拘束力のある住民投票としては最大規模となった。
日本政府は東京都の区域内において施行される重要施設の基本的計画として首都建設計画を定めていた。
国家行政組織法第3条第2項の規定に基づき、総理府の外局として首都建設委員会を設置。同委員会は内閣総理大臣が任命する委員9人（委員長を含む。）によって構成され、委員長には建設大臣たる委員が就任していた。
1952年（昭和27年）8月1日、同委員会は建設省の外局に移管された。
1956年（昭和31年）6月9日、後継法規『首都圏整備法』の施行に伴い、首都建設法は廃止された。
本法では、第1条で「東京都を平和国家の首都」第12条で「東京都が国の首都」と明記していた。